# Fernsehturm Çamlıca
Der Fernsehturm Çamlıca ist ein von März 1972 bis Juli 1976 erbauter, 166 Meter hoher Sendeturm für UKW und TV in Istanbuls Stadtteil Çamlıca. Der Fernsehturm wird für den TV-Sender TRT genutzt. Der Betonschaft weist eine Höhe von 148 Metern auf, an seiner Spitze setzt ein Antennenträger aus Metall die Konstruktion fort. Südlich des Fernsehturms Çamlıca befinden sich mehrere Sendetürme aus Stahlfachwerk.
Der neue 365 Meter hohe Fernsehturm Küçük Çamlıca befindet sich rund zwei Kilometer südlich und wurde 2021 fertiggestellt. Er soll mehrere Sendeeinrichtungen auf dem Çamlıca-Berg ersetzen.